# Cesto
Il cesto è un contenitore ottenuto con l'intreccio di materiali di varia natura, usato per contenere o trasportare oggetti o alimenti. Presente in ogni parte del mondo con forme e tipologie legate ai differenti usi e tradizioni. 

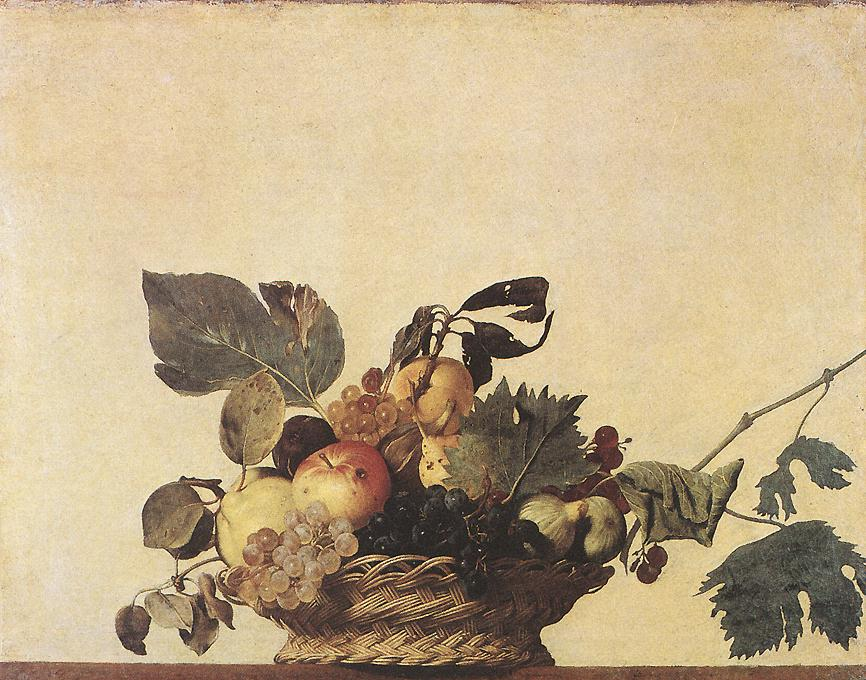
Canestra di frutta, Caravaggio

## Storia
Le prime testimonianze della produzione di cesti risalgono al neolitico, l'intreccio di fibre vegetali, probabilmente tra le prime opere di artigianato, precede e prepara la nascita della tessitura. Anche se i reperti sono scarsi, per la difficoltà di conservazione dei materiali, la produzione di cesti era già presente in Asia Minore nel IX millennio, testimonianze risalenti al 7000 a.C. a Shanidar, Iraq; al 6000 a.C. Jarmo, Iraq e all'8000 a.C. Çatal Hüyük, Turchia; nella grotta Santa Croce di Bisceglie in Puglia è stato rinvenuto un manufatto ad intreccio antecedente al 6555 a.C.

## Materiali

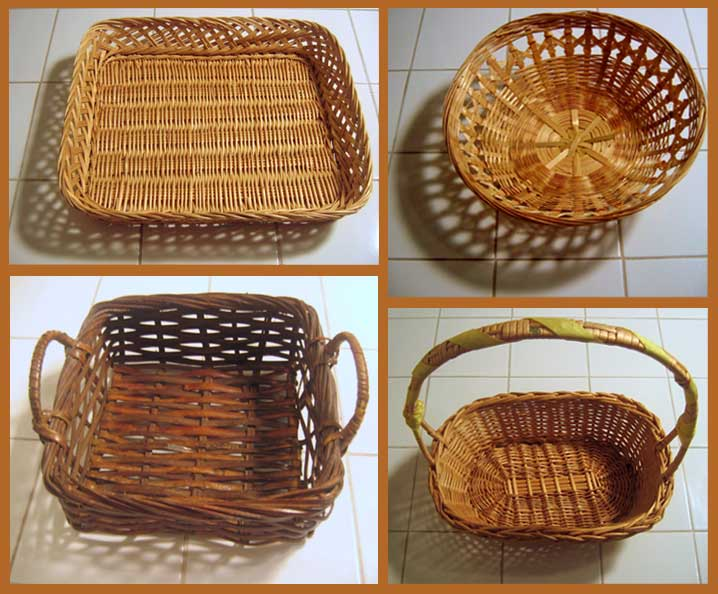
Quattro tipi di cestini casalinghi

I materiali con cui tradizionalmente si fabbricano sono di provenienza vegetale anche se oggi ve ne sono di realizzati con l'intreccio di filo metallico, fibre artificiali o stampati in materiali plastici.
- Erbe
  - Strame
  - Paglia
  - Typha
  - Giunco
  - Ginestra
  - Asparto
- Corteccia
- Rami
  - Vimini cioè tutte le specie di salice (Salix ss) adatte all'intreccio
  - Viburno
  - Olmo
  - Olivo
  - Ligusto
  - Sanguinello
  - Castagno
- Foglie
  - Asfodelo
  - Rafia
  - Mais
  - Palma nana
- Liane
  - Rattan
  - Vitalba
- Canne
  - Arundo donax canna comune (il cesto corrispondente si chiama canestro o, anticamente, canistro
  - Bambù

## Cesti italiani
Friuli
- cesta per granchi
- cesto da letame
- crassigne
- gabbia da foraggio
- gabbia da richiamo
- gabbia per chioccia

## Galleria d'immagini

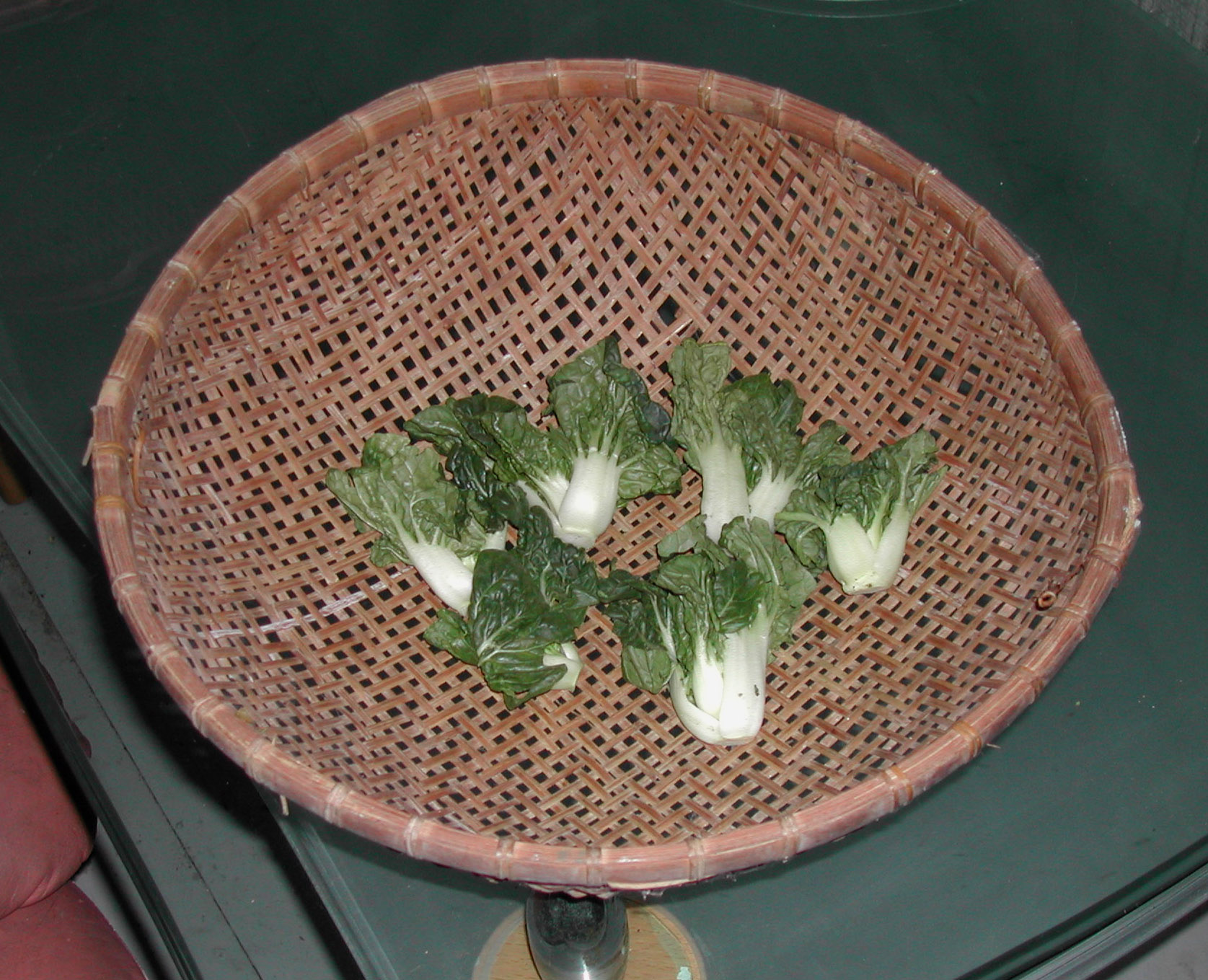
in bambù
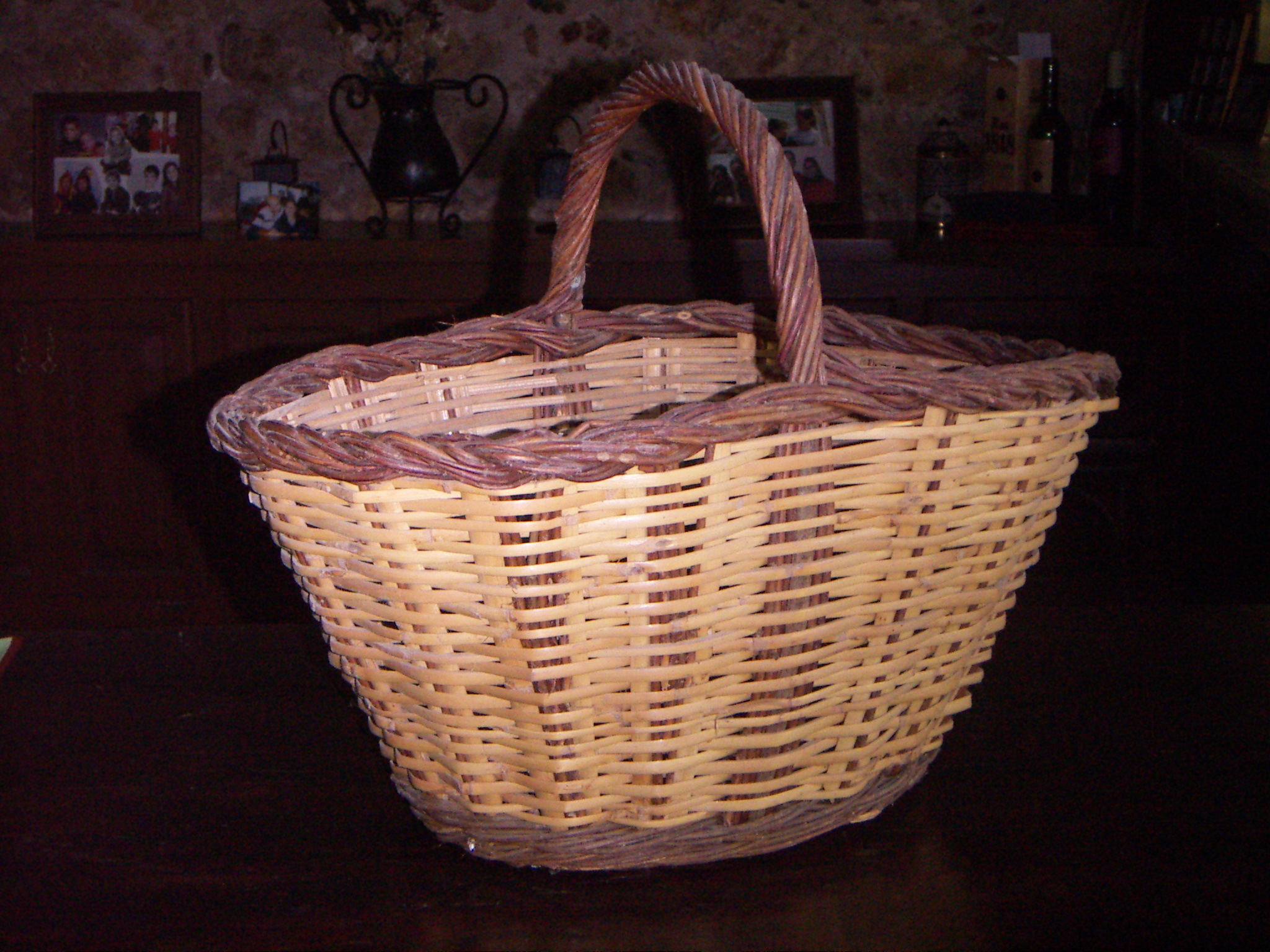
Cesto spagnolo in canna e vimini
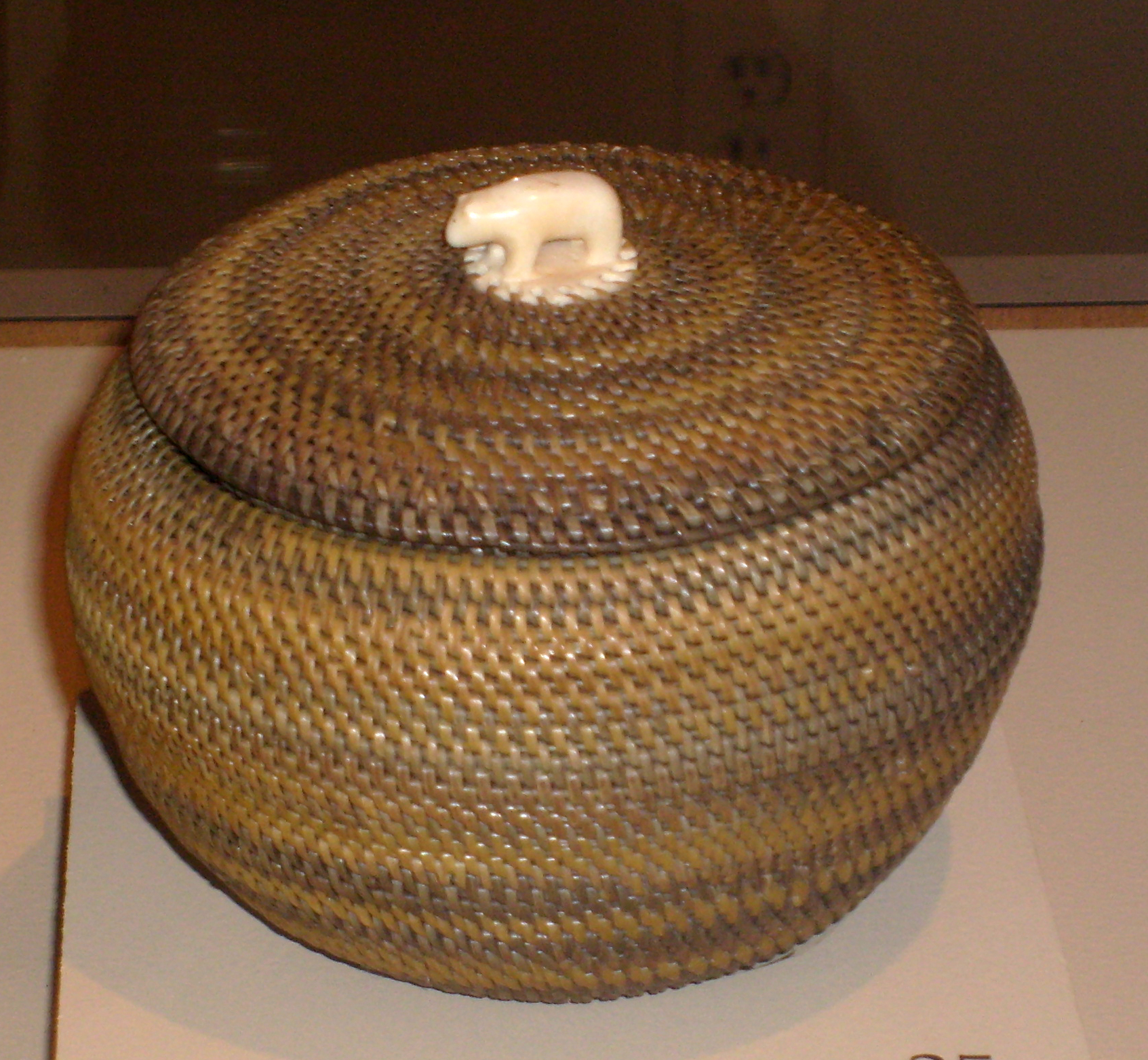
Cesto Inuit con impugnatura in avorio
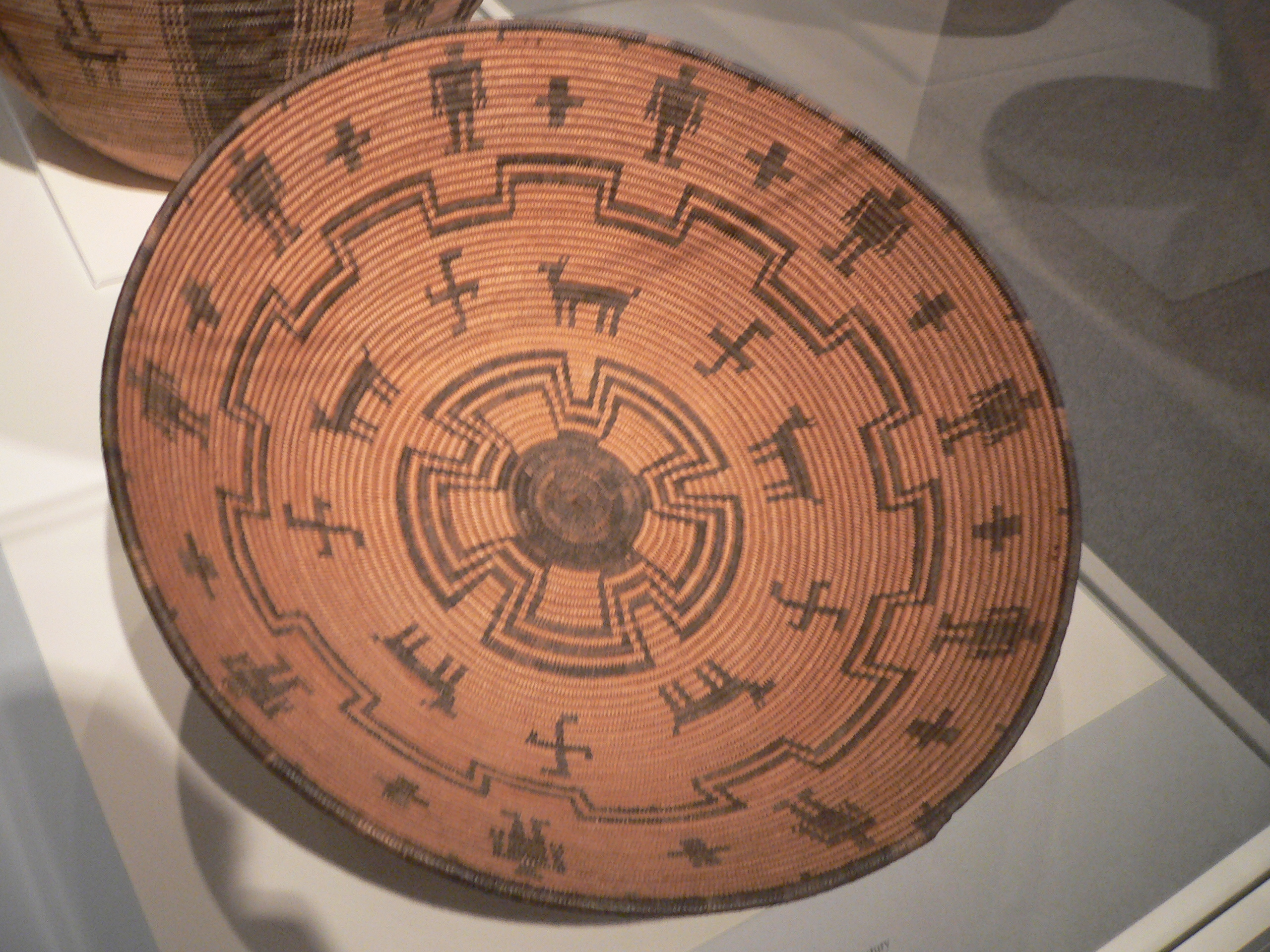
Cesto indiano Arizona
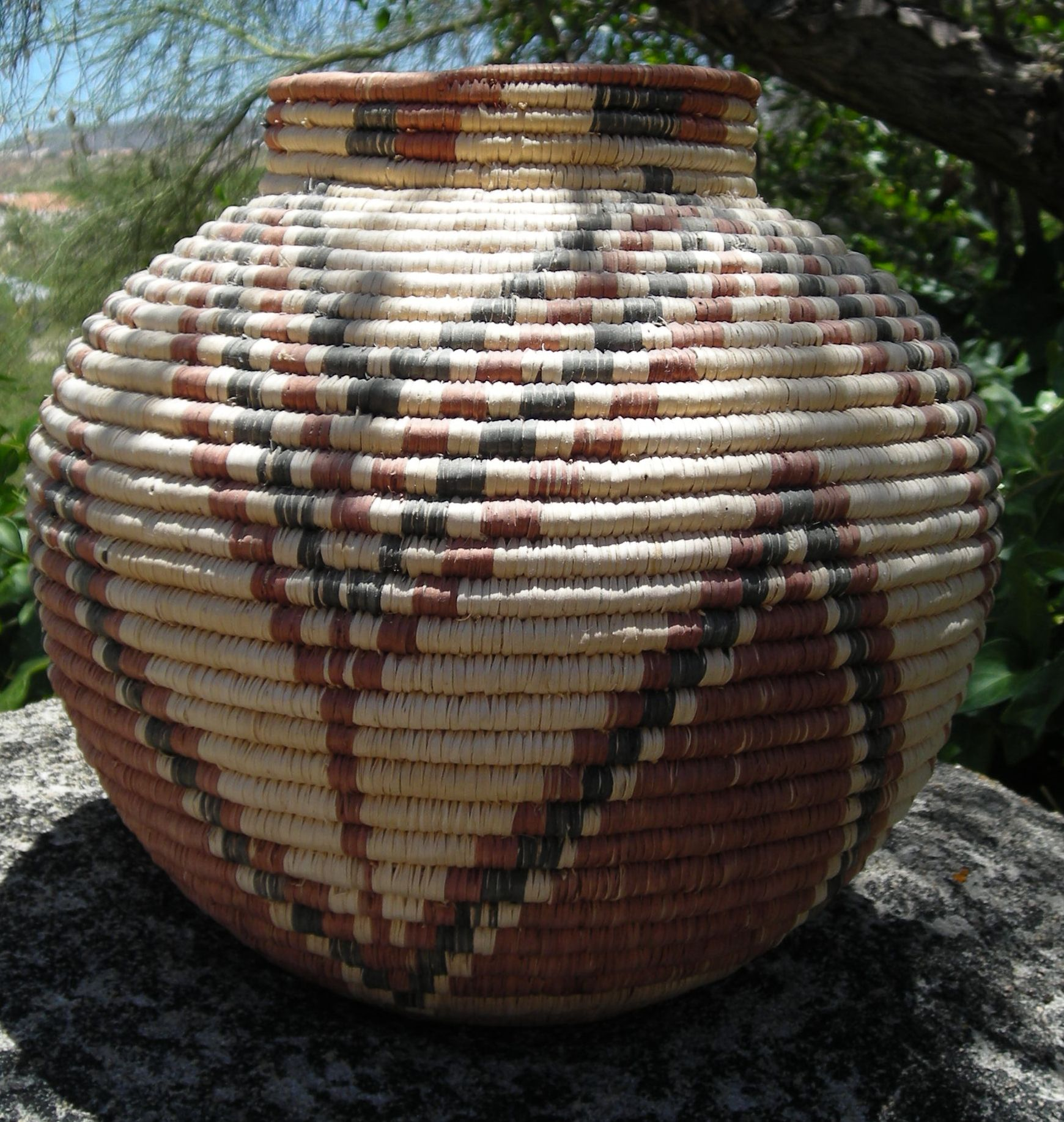
Cesto indiano Messico
Cestello in plastica
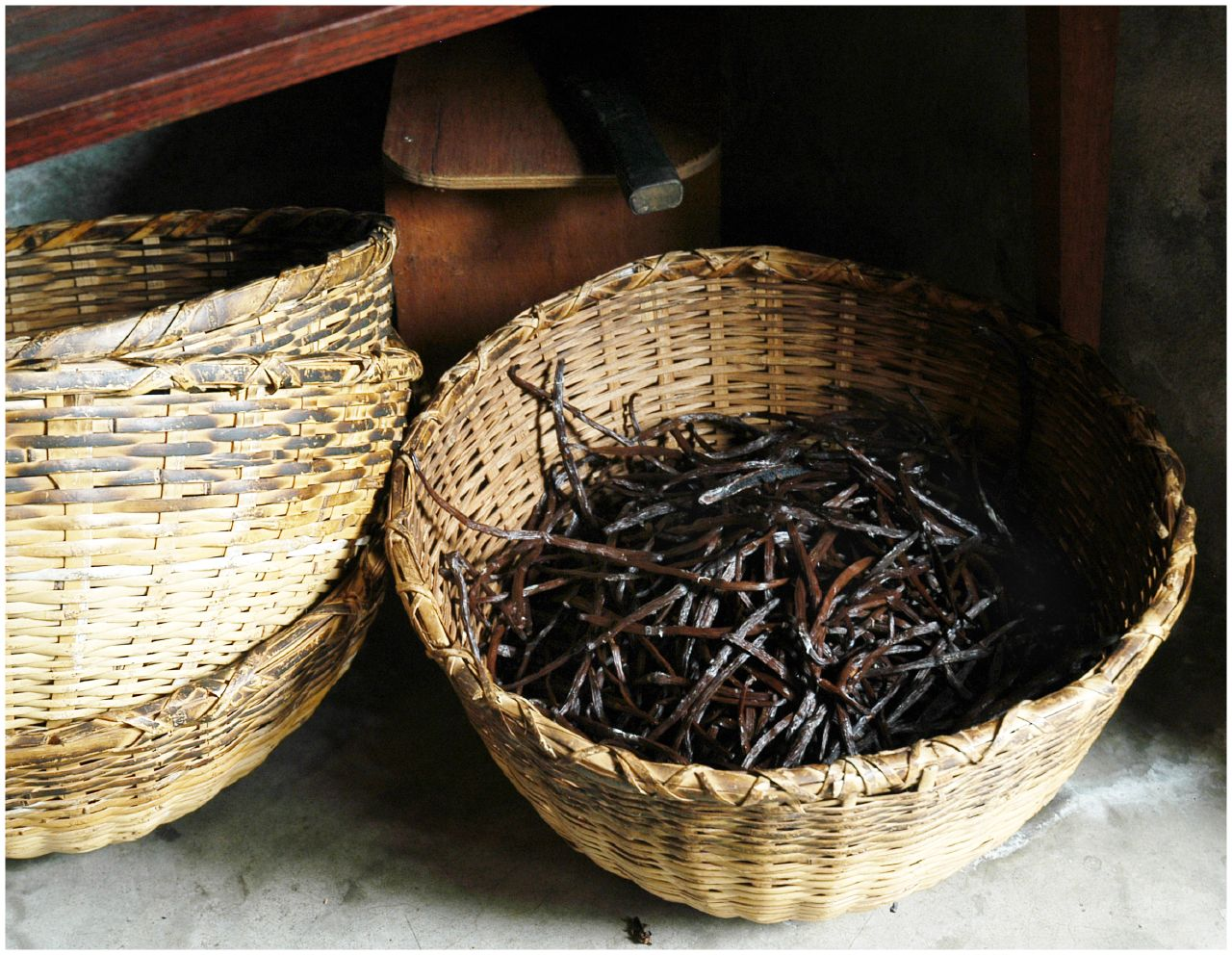
Cesti con vaniglia a La Réunion
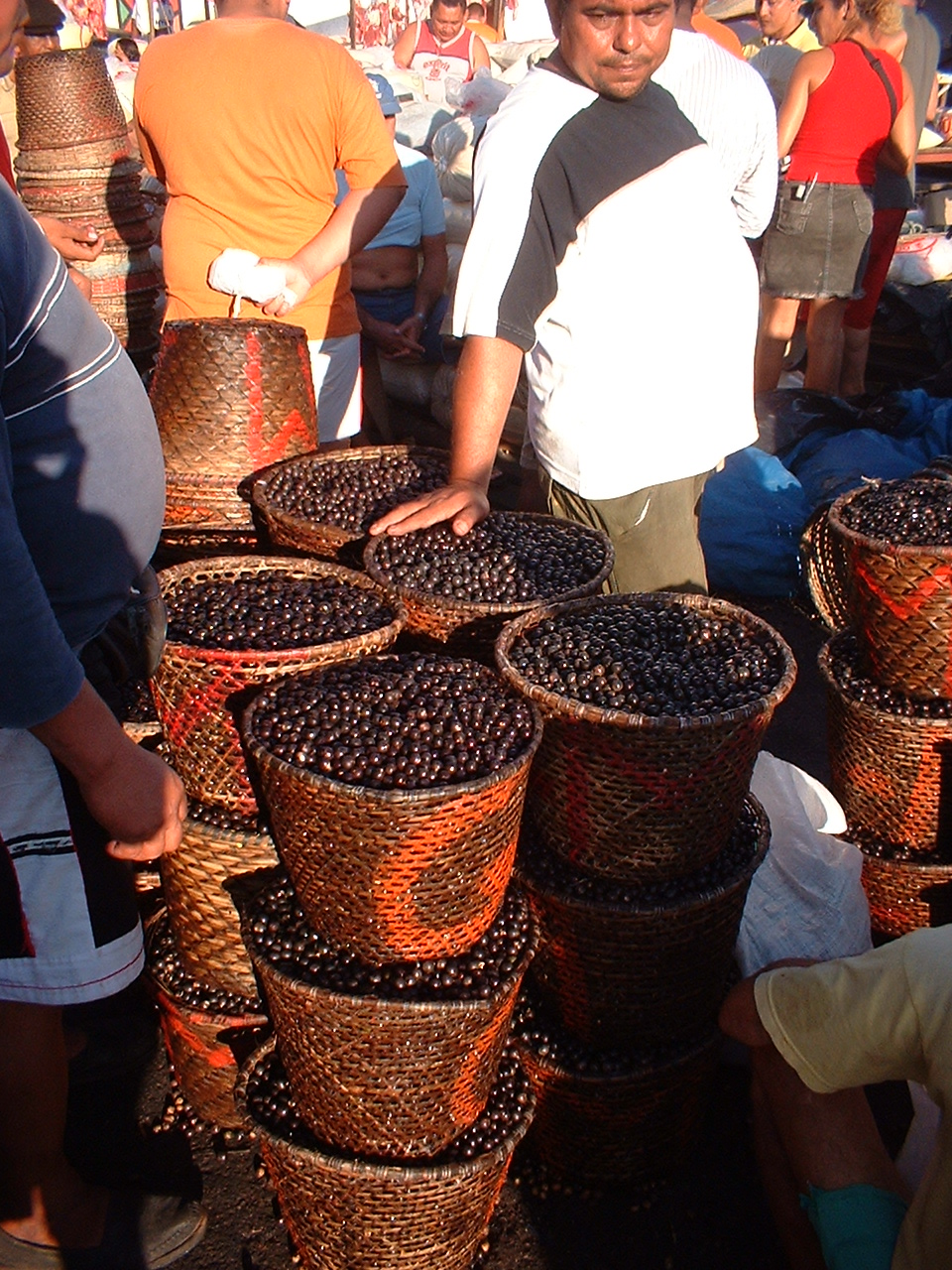
cesti con bacche di palma Belém, Brasile